# Шубін-Весь
Шубін-Весь (пол. Szubin-Wieś) — село в Польщі, у гміні Шубін Накельського повіту Куявсько-Поморського воєводства.
Населення — 361 особа (2011).
У 1975-1998 роках село належало до Бидгощського воєводства.

## Демографія
Демографічна структура станом на 31 березня 2011 року:
|          | Загалом | Допрацездатний вік | Працездатний вік | Постпрацездатний вік |
| -------- | ------- | ------------------ | ---------------- | -------------------- |
| Чоловіки | 175     | 43                 | 125              | 7                    |
| Жінки    | 186     | 41                 | 118              | 27                   |
| Разом    | 361     | 84                 | 243              | 34                   |